# 相模原市警察部
相模原市警察部（さがみはらしけいさつぶ）は、神奈川県警察が警察法第52条に基づき相模原市に設置している部門（市警察部）。同条では「指定市の区域内における道府県警察本部の事務を分掌させるため、当該指定市の区域に市警察部を置く。」と定められており、政令指定都市である相模原市に設置されている。部長の階級は警視正。
所在地は、神奈川県相模原市南区相模大野6-3-1の神奈川県高相合同庁舎内。
同県の政令指定都市である川崎市・横浜市には、川崎市警察部・横浜市警察部が設置されており、全国の市警察部と同様な形を取っている。

## 管轄の警察署
第四方面（相模原市内の全4署）
- 相模原警察署：相模原市中央区全域
- 相模原南警察署：相模原市南区全域
- 相模原北警察署：相模原市緑区 （旧津久井郡4町域を除く地域）
- 津久井警察署：相模原市緑区 （旧津久井郡4町域）